# Oyak Renault
Oyak Renault Gençlik ve Spor Kulübü is een sportclub opgericht in 1974 te Bursa, Turkije. De club speelt in het geel, zwart en wit en is opgericht door de Renault-fabriek in Bursa. Oyak Renaults meest actieve branches zijn voetbal en basketbal. De club speelt zijn thuiswedstrijden in het Bursa Atatürk Spor Salonu dat een capaciteit biedt aan 2.500 toeschouwers. De voetbaltak heeft in 2013 een naamsverandering ondergaan naar Yeşil Bursa. De thuiswedstrijden worden afgewerkt in de Minareliçavuş Spor Tesisleri.

## Geschiedenis
In de beginjaren kon je bij Oyak Renault basketballen, voetballen, volleyballen, handballen, tafeltennissen, zwemmen en worstelen. Echter, door economische crisissen kon Oyak Renault na enkele jaren alleen nog maar doorgaan met de voetbal- en basketbalbranche. De voetbalclub heeft nooit in de Süper Lig gevoetbald en heeft ook geen successen geboekt in de Turkse Beker.
Ondanks dat de basketbalclub wel in de hoogste Turkse divisie basketbalt, zijn ze nooit kampioen van Turkije geworden.

## Bekende oud-basketballer
- Mehmet Okur: speelde voor onder meer Utah Jazz

Groep I : 23 Elazığ FK · Anadolu Üniversitesi · Artvin Hopaspor · Belediye Kütahyaspor · Bornova 1877 · Bulvarspor · Bursaspor · Düzcespor · Ergene Velimeşe SK · Kahramanmaraşspor · Karşıyaka · Kırşehir Futbol SK ·  Kuşadasıspor · Muş 1984 Muşspor · Silifke Belediyespor · Tokat Belediye Plevnespor

Groep II :Adıyamam FK · Amasyaspor FK · Balıkesirspor · Beykoz İshaklı Spor · Çayelispor · Etimesgut Belediyespor · Fatsa Belediyespor · İnegöl Kafkas · Kelkit Hürriyet SK · Mazıdağı Fosfatspor · Muğlaspor · Nevşehir Belediyespor · Silivrispor · Tire 2021 FK · Türkmetal 1963 Spor · Uşakspor

Groep III : 1922 Konyaspor · 52 Orduspor · Alanya Kestelspor · Aliağa FK · Ayvalıkgücü Belediyespor · Bayburt Özel İdarespor · Bursa Yıldırımspor · Çankaya SK · Çorluspor 1947 · Efeler 09 Spor · Karabük İdmanyurduspor · Küçükçekmece Sinop SK · Osmaniyespor FK ·  Pazarspor · Viranşehir Belediyespor · Yozgat Belediyesi Bozokspor

Groep IV : 1926 Polatlı Belediyespor · Ağrı 1970 Spor · Bergama SF · Büyükçekmece Tepecikspor · Denizlispor · Edirnespor · Kahramanmaraş İstiklalspor · Kırıkkalegücü Futbol SK · Mardin 1969 Spor · Niğde Belediyespor · Orduspor 1967 · Sebat Gençlikspor · Talasgücü Belediyespor ·  Turgutluspor · Zonguldak Kömürspor